# Suisse Express
De Suisse Express was een nachttrein die door de Compagnie Internationale des Wagons-Lits (CIWL) werd ingezet om toeristen naar de Zwitserse toeristencentra te vervoeren.

## CIWL
In de zomer van 1891, bij het 600-jarig bestaan van Zwitserland, reed de eerste Suisse Express met Britse toeristen tussen Calais en Zwitserland. In 1895 ging de CIWL van start met een grootschalige aanpak van het toerisme naar Zwitserland. De Britse toeristen werden vanaf 1895 bediend door de Calais-Interlaken-Engadine Express en de opvolgende Engadine Expressen. In de zomer van 1897 reed de Suisse Express uit Parijs via Dijon naar Interlaken en Brig.

## 1901
Voor de Britse toeristen ten noorden van Londen bestond de mogelijkheid om van Harwich naar Oostende over te steken. Nu de Fransen en de Londenaren een goede treinverbinding met Zwitserland hadden kon de markt naar het noorden worden uitgebreid. In juli 1901 kwamen drie nieuwe treinen in dienst om toeristen naar en van Zwitserland te vervoeren. Voor de klanten uit Noord-Engeland en België de Ostende-Suisse Express, voor Nederlandse toeristen de Amsterdam-Engadine Express en voor de Duitse toeristen de Berlin-Schweiz Express. De treinen reden ieder een eigen route tot Bazel, waar een rijtuig uitwisseling plaatsvond. De Amsterdam Engadine Express reed in 1902 als Amsterdam-Suisse Express. Deze drie treinen reden op 30 september 1902 voor het laatst.

## 1903
Op 1 juli 1903 werden de Belgische en Nederlandse tak samengevoegd tot Suisse Express, nu niet naar Calais maar met koerswagens naar Oostende, Den Haag en Amsterdam. Hierbij werd tussen Brussel en Bazel dezelfde route gevolgd als die van de latere luxe dagtrein Edelweiss. De trein heeft gereden tot de herfst van 1904, daarna moesten de Nederlandse en Belgische reizigers naar Duitsland reizen en daar overstappen voor een trein naar Zwitserland. Vanuit Nederland waren er pas in 1911 weer rechtstreekse verbindingen met Zwitserland door koerswagens van de LLoyd Express.

### Route en dienstregeling 1904
|       | zuidwaarts | land        | station       | km | noordwaarts |       |
| ----- | ---------- | ----------- | ------------- | -- | ----------- | ----- |
|       | 13:30      | Nederland   | Amsterdam WP  |    | 13:28       |       |
|       |            |             |               |    |             |       |
|       | 13:55      | Nederland   | 's Gravenhage |    | 13:05       |       |
|       |            |             |               |    |             |       |
|       | 16:10      | België      | Oostende      |    | 10:42       |       |
|       |            | Zwitserland | Bazel         |    | 00:15       |       |
| 05:33 | 05:57      | Zwitserland | Bazel         |    | 23:55       | 23:40 |
| ↓     | 08:06      | Zwitserland | Luzern        |    | 21:56       | ↑     |
| 09:44 |            | Zwitserland | Chur          |    |             | 20:26 |